# Michael Geffert
Michael Geffert, född 5 juni 1953 i Bonn, är en tysk astronom.
Minor Planet Center listar honom som M. Geffert och som upptäckare av 5 asteroider.
Asteroiden 12747 Michageffert är uppkallad efter honom.

## Asteroider upptäckta av Michael Geffert
| 4611 Vulkaneifel   | 5 april 1989 |
| 6553 Seehaus       | 5 april 1989 |
| 13028 Klaustschira | 5 april 1989 |
| 23457 Beiderbecke  | 5 april 1989 |
| 118172 Vorgebirge  | 5 april 1989 |